# Горан Кљајић
Горан Кљајић (Чапљина, 1955) ангажовани је књижевни, мисаони и мултимедијални стваралац, уредник и књижевни издавач, као и организатор неколико културних манифестација. Живи и ствара у Бања Луци. До сада је објавио 42 књиге.

## Псеудоними
У писању, нарочито задњих година, користи се и псеудонимима. Један је: Горан Стевин, а други: Балкис Славјански. Те псеудониме не користи да би се скривао од лица јавности, него да би могао да направи већу могућност излагања различитих идеја.

## Стваралаштво
Поље његовог књижевног стваралаштва обухвата: критичку, социјалну и егзистенцијалну сатиру; реалистичне фикције у облику краћих романа; мисаона размишљања у правцу социјалног и филозофског истраживања.
Највише пише краће форме, као што је кратка прича. Приче пише на књижевном српском, београдско-новосадском, али и у разним дијалекатским варијацијама, са доста импровизација и експериментисања са језиком. Последњих пар година, један број прича је написао изворно на енглеском језику. У причама често разрађује филозофске теме, полемишући са појединим филозофским поставкама или интерпретацијама појединих филозофа и њихових дела, од стране других аутора.
Написао је неколико драма, углавном тешких и мучних, али оне нису извођене у позориштима. У драми "Рат" дао је пресек рата 1991—1995, онако како је он то видео. Написао је прву пантомима драму, под називом: Isslam Allahu Ekber, у којој обрађује тему савременог ислама.
Има и књиге из теорије религије, односно, промишљање теоријских текстова са позиција рационалног приступа датом тексту и његовом садржају. Ту су јака и необична дела: Разумевање речи и Постање Постања.
Бави се и цртежом, те је имао осам изложби цртежа (две заједничке) у Београду и Бања Луци. У задње време ради архитектонски дизајн цркава, на један нов начин, потакнут руском црквеном архитектуром, али потпуно самосвојно и оригинално.
Направио је већи број Јутјуб филмова — о часопису „Носорог”, о разним светским карикатуристима, о фестивалу "Златни Рис". Његов кратки филм RAQUEL ORZUJ, који говори о уругвајској сликарки и карикатуристи Ракел Орзуј, налази се у Музеју визуелних уметности, Монтевидео, Уругвај.

## "Носорог"
Основао је Међународни часопис за сатиру, хумор и карикатуру „Носорог”, кога је изашло, до сада, 200 бројева. Од самог почетка, он је уредник овог часописа, који објављује прилоге писаца хумора и сатире са читавог простора бивше Југославије, а карикатуристе из целог света. При делатности часописа установио награду за писце хумора и сатире: „Носорог Првог Реда”, која се додељује годишње. Та се награда, повремено, додељује и карикатуристима.

## Организатор
Организовао је и девет светских конкурса карикатуре. На овим конкурсима карикатуре додељују се прва, друга и трећа награда, те (обично) пет специјалних и један број „посебно поменутих” награда.
Организовао је и Међународни фестивал говорног и не-говорног театра, и перформанса „Златни Рис — Српске”, који је до 2017. одржан три пута.
Основао је и Фестивал комичног и критичног „Смејада”, који окупља писце хумора и сатире, а који се одржава у Бања Луци. Такође је основао Сабор сатиричара Српске - „Носорогово Новогодишње Мудровање”.